# Baby Universe
 (mai 2017).
Si vous disposez d'ouvrages ou d'articles de référence ou si vous connaissez des sites web de qualité traitant du thème abordé ici, merci de compléter l'article en donnant les références utiles à sa vérifiabilité et en les liant à la section « Notes et références ».
Baby Universe (aussi appelé 3D-Kaleidoscope Baby Universe) est un jeu vidéo de musique interactive sorti en 1997 sur PlayStation. Le jeu a été édité par Sony Computer Entertainment Incorporated,.